# 德軍總部：新秩序
《德軍總部：新秩序》是一款由MachineGames開發，贝塞斯达發行的动作冒险风格的第一人称射击游戏。遊戲于2014年5月20日在Microsoft Windows、PlayStation 3、PlayStation 4、Xbox 360和Xbox One平台推出，在中国大陆和台湾分别由中电博亚和金飛象代理发行Windows版。本作是德軍總部系列的第九款作品，2009年的续作，也是自1992年起第一款不在id Software旗下研發的作品。本作虛構历史，时间设定在20世纪60年代的欧洲，纳粹德国赢得了二战的胜利，玩家将追随老兵威廉·「B.J」·布拉柯威兹的脚步，努力战斗，直到结束纳粹的恐怖统治。
游戏采用第一人称视角，并且分为许多章节，需要由玩家完成来推动剧情的发展，玩家在游戏开头的一个道德选择将会影响之后的部分情节。游戏中有各种各样的武器，并且大都可以双持。
游戏的开发始于2010年，不久id Software将德军总部系列移交给MachineGames开发，開發商MachineGames將使用id Software的遊戲引擎「id Tech 5」。开发团队从以前的游戏系列中汲取灵感，专注战斗和冒险元素。和之前的模式不同的是，游戏试图探究主角的性格发展，并尽力将他塑造为一个英雄形象。
游戏发布后总体上受到了正面的评价，尤其在战斗和剧情方面獲得好评，被評論者视为游戏系列的一个积极的改变。本作被众多游戏媒体提名为年度游戏奖，最佳射击游戏奖。游戏的独立资料片，新秩序的“前传”《德军总部：旧血脉》已于2015年5月发布。續作《德军总部II：新巨像》于2017年10月发行。

## 遊戲玩法

游戏中玩家可双持武器

《德軍總部：新秩序》僅包含單人模式。遊戲遵照標準第一人稱射擊遊戲的模式：玩家沿著關卡路線與敵人展開對戰。《新秩序》採用了类似《超世紀戰警：殺出屠夫灣》和《全面對抗：人類沒落之日》的生命值系統，玩者的生命值劃分為數個區塊，當失去其中一整個生命值區塊時，玩家必需要使用醫療包才能恢復失去的生命值區塊。玩家可使用臥倒、掩蔽、側身、攻擊滑行等動作，近战可以在不被发现的情况下击杀敌人。此外，玩家可以伏击敌人，但这经常会引起双方激烈的交火。
游戏中有多种武器，玩家可从地面、敌尸身上或附近得到，弹药则必须从地面或从尸身上拾取。玩家可通过武器庫存，扩大武器携带量。有些武器玩家可以双持，给敌人造成双倍伤害。部分武器拥有特殊功能，例如雷射砲可起切割作用，部分自動機關槍也可從底座上取下並隨身攜帶。此外遊戲也有部分可破壞的場景設計。

## 剧情
黑曜阴谋三年后，纳粹德国发展了先进的科技，从而扭转了失败的局势。1946年7月，美国特种部队威廉·「B.J」·布拉柯威兹上校（布莱恩·布鲁姆）与飞行员费格斯·里德（Fergus Reid，吉迪恩·埃默里）和列兵普罗布斯特·怀亚特三世（Probst Wyatt III，A.J.特劳特）参加盟军针对“死颅”（Deathshead）威廉·斯特拉塞将军（Wilhelm Strasse，德怀特·舒尔茨）掌控的堡垒和实验室的大规模空袭，三人和其他战友在作战时不慎掉入“死颅”的人体实验室，随后被捕。“死颅”强迫B.J选择杀掉怀亚特或费格斯，并且临走时开启了实验室的焚化炉。随后B.J等人破窗逃生，但B.J被实验室爆炸后产生的碎片击中头部而失憶，成了植物人。后来他被送入波兰的一家精神病院，医院的护士长安雅·奥利瓦（Anya Oliwa，艾丽卡·巴赫蕾达）负责照顾他。B.J经常看到安雅的父母被迫把病人交给纳粹当局，纳粹将精神病人视为次等人類。
1960年，B.J入院14年后，纳粹德国下令关闭医院，杀死所有病人，安雅的父母也因反抗被杀。此时B.J醒来，杀死了德国人并带安雅逃离。B.J和安雅开车到她的祖父母的农场，在那里他们告诉他，紐約被納粹德國的原子彈轟炸，美國向德國投降，德國及其盟友獲勝。德國後來在1949年更背叛和進攻其軸心國盟友意大利帝國和大日本帝國，這次戰爭被日本及意大利稱為「最後希望之戰」（Last hope war）。但意大利在同年被完全征服，而日本帝國及其東亞共榮圈亦在抵抗一年後就步意國後塵，德國徹底征服了整個世界，世界任何有組織的抵抗勢力不是被德國徹底消滅就是被抓鑊。B.J审问了从医院里抓来的官员，得知有少數抵抗成员被监禁在柏林。安雅的爷爷奶奶通过斯德丁一个检查站偷运他们到柏林。在火车上，B.J受到了纳粹女军官恩格尔的戏弄，并和安雅确定了他们的恋情。到达柏林，安雅帮助B.J进入监狱，营救他14年前幸免于难的战友（怀亚特或费格斯）。B.J发现抵抗运动是一个复兴的克莱稍集团，由凯洛琳·贝克尔（Caroline Becker，波尼塔·弗瑞德里希）领导，她的下半身由于受伤而瘫痪。
B.J加入后，该组织策划袭击了伦敦的纳粹研究设施，轰炸了他们的行动基地，并窃取了秘密文件和几架私语者直升机。文件显示纳粹依靠逆向工程制造了诸如能源武器、电脑AI和超级混凝土等，该技术来源于一个古老的组织「Da'at Yichud」（圣质隐修会）。然而文件也表明有人篡改了超级混凝土的配方，使它容易发霉变质。秘密文件指出圣质隐修会的成员赛特·罗斯（Set Roth，马克·伊瓦涅）与此事有重大联系，而他目前被关押在纳粹的贝利卡集中营里。B.J同意去当卧底，进入集中营见到了赛特，赛特告诉他，纳粹一直使用由他和其他犹太科学家提供的技术生产机器人，并承诺帮助抵抗组织。B.J和赛特控制了机器人，铲除了集中营并解救了囚犯。
赛特表示纳粹发现了圣质隐修会的一处藏宝点，其中包括领先当前世界百年的先进科技。赛特标示了其中一个藏宝点的位置，但指出需要U型潜艇才能到达。后B.J抢夺了一艘U艇，发现它是纳粹潜艇舰队的旗舰，并配有核弹發射器，但其发射代码在纳粹的月球基地上，于是B.J使用在藏宝点获取的扭力球，盗取了一名前往月球的纳粹科学家的身份，渗透到月球基地。他成功的获得了代码，但返回地球时却发现“死颅”袭击了抵抗组织的基地，并抓捕了一些成员。
抵抗组织利用扭力球袭击“死颅”的堡垒，营救出了抵抗组织被抓的成员。B.J前往堡垒顶层，在那里再次见到了“死颅”，“死颅”活摘了B.J被俘多年的战友的大脑，并把它放在一个他研製的一台由人腦控制的机器人中。机器人开始攻击B.J，B.J击败了机器人并摧毁了大脑使他的战友得以安息。有些震撼的「死颅」親自駕駛另一台能使用閃電作護罩的大型機械人與B.J决斗，B.J擊敗了「死颅」並把他从机械人抽出來凌遲他數刀以為他死去的戰友報仇，但頑固的“死颅”引爆了手中的手雷試圖和B.J同歸於盡。下半身被手雷炸成重伤但倖存的B.J爬向窗户，目视着安雅撤离囚犯，安雅迟迟未见B.J出现，只好搭乘直升机先行离去。B.J与他的戰友取得联系，告诉他可以发射核武摧毀堡壘。

## 開發

游戏使用id Tech 5引擎开发，这使得开发者可以在不同的平台保持同等的游戏规模。

开发商MachineGames成立后，员工们开始了头脑风暴，并把想出来的主意推销给出版商。2009年6月，MachineGames的所有者ZeniMax Media收购了id Software，包括旗下的毁灭战士，雷神之锤和德軍總部系列游戏。之前曾拒绝过MachineGames推销的贝塞斯达软件公司建议他们开发一款新的游戏。MachineGames想要在德军总部系列开发新游戏，于是工作室访问了id Software，后者批准了他们的请求。2010年11月，公司签署文件，允许MachineGames开发《德軍總部：新秩序》。初步开发历时约三年。
2013年5月7日，贝塞斯达放出了《德軍總部：新秩序》的预告片，並在当年的電子娛樂大展（E3）中公開遊玩片段。此前贝塞斯达放出了三张标题为“1960”的图片调侃即将开展的项目。游戏原定于2013年底发布，但开发人员为了进一步完善游戏而将发售时间推迟到2014年。2014年2月，开发商宣布《德軍總部：新秩序》将于2014年5月20日在北美发售，5月22日在澳大利亚发售，5月23日在欧洲发售。澳大利亚和欧洲的发售日期后来都被向前推，所以《新秩序》将会于5月20日在全球同步发售。所有預購《德軍總部：新秩序》的玩家將可參加id Software开发的《毀滅戰士》（舊稱：毀滅戰士4）的先期遊戲測試。在《新秩序》的德国版本中，所有的纳粹标志和引用都被删除，因为在德国展示纳粹形象被视为犯罪。游戏发行后，MachineGames开始制作《德军总部：旧血脉》，一个发生在《新秩序》故事之前的独立资料片，于2015年发布。

### 游戏设计
《新秩序》的灵感来源于德军总部系列前作，资深游戏设计师安德雷亚斯·厄耶尔福尔斯（Andreas Öjerfors）把系列之前的作品定义为“身临其境的激烈战斗”，所以MachineGames要保证这一特点延续在《新秩序》中。因游戏的独特性，开发团队把游戏定义为“第一人称动作冒险”。“这是大卫王VS歌利亚的主题”厄耶尔福尔斯解释道，“B.J对阵纳粹的全球帝国。”厄耶尔福尔斯也承认游戏剧情有许多对纳粹党的夸张元素。团队认为游戏“融合了戏剧性、神秘和幽默感”。创意总监延斯·马蒂斯（Jens Matthies）解释道他们“把最具标志性的第一人称射击游戏的历史推向了一个新的世界”。
《德军总部：新秩序》是继《狂怒》之后第二款使用id Tech 5引擎开发的游戏。开发团队利用引擎给游戏世界添加了大量细节，团队发现游戏在1080p分辨率下尤其是复杂的环境中很难达到每秒60帧，但马蒂斯说“我们总能用某种方法解决”。他还表示，该引擎的主要优点是速度和细节，而其最大的缺点是动态照明，他补充到：“另一方面，静态光渲染确实很棒，让你感受到充分的光芒，也可以用它来制作壮观的场面。”高级概念设计师阿克塞尔·托尔文伊乌斯（Axel Torvenius）说：“对于游戏的美术设计，我的灵感主要来源于20世纪60年代詹姆斯·邦德的电影。”游戏中纳粹的设计受到了二战末期纳粹审美学的影响，厄耶尔福尔斯说“这混合了60年代的风格和时尚理念”，但这一观点也有所夸大。游戏人物模型的材质贴图达到了256k，但这并不应用在每个人物上，因为这从远处并不容易看到。
《德军总部：新秩序》只设有单人游戏模式，开发团队认为将精力和资源分散来制作单人模式和多人模式会是低效的。当被问及缺乏多人模式时，厄耶尔福尔斯回答说作出决定很简单，“如果我们投入每一份力量制作单人战役，那么相比我们转移资源制作多人模式的效果会更好。”执行制片人耶克·古斯塔夫松（Jerk Gustafsson）把这一选择归因于制作团队的风格，指出MachineGames是“单人游戏工作室”。

### 人物设定
团队试图让设计的人物在游戏中给玩家独特的体验，马蒂斯说“我们的首要目标是建立我们想要与之互动的真正有趣的人物集合”，他们力图将人物的思想和行为与其经历联系在一起，让玩家知道“他们为什么要这么做”，马蒂斯认为所有的人物，特别是盟友，都有他们自己的性格维度，“他们是我想要表达的东西的一部分，我认为探索他们很有趣”。
游戏中的可控角色威廉·「B.J」·布莱兹科维奇，同样是以往德军总部系列的主角。当塑造《新秩序》的B.J时，团队回顾了他在前作中的出场，发现这一人物从来没有被真正塑造起来。贝塞斯达市场与公关部副总裁皮特·海因斯说：“他只是一个可以控制的人物。”于是团队开始投资并塑造他的故事，马蒂斯说：“这对我来说真的很有趣，我喜欢把制作的东西变为真实。”游戏中，B.J通过独白的方式讲述了他的一些经历以及他所受的创伤，“我们总喜欢英雄的一个动作包含着丰富的内心活动”，塑造B.J最重要的一点是同时把“需要展示的地方展示给B.J和玩家”，马蒂斯认为，这一概念尽管很简单，但却很少在游戏中使用。在《新秩序》开发的前期，团队把主角做为反英雄塑造，但是，id Software希望B.J在游戏中有不同的表现。“对id最重要的是B.J是一个英雄，而不是一个反英雄”。团队试图将B.J塑造成独一无二的人物，避免玩家想到其他游戏的主角。“我们的目标不是做一个平庸的主角，而是做一个有血有肉的以至于你可以成为他的主角”。他们还努力让玩家与B.J的“情感同步”，在游戏开场中让玩家进行道德选择。
“死颅”威廉·斯特拉塞将军，游戏中的主要反派，也是《重返德军总部》（2001）和（2009）中的反派。在《新秩序》中，团队用了一种有趣的方式来描绘他：他的个性充满了热情，在前作中与死神擦肩而过的他对生活充满了感激。当设计纳粹时，马蒂斯指出团队“不想把他们卡通化”，于是认真地去设计他们。费格斯·里德3D模型的提供者吉迪恩·埃默里讲述了他在游戏中角色，他把费格斯形容为“一个坚强的战士，在B.J困难的时候给予支持”。马蒂斯认为对于B.J来说，费格斯是一个父亲般的人物，他“只会给B.J产生负增强的作用”。相反，怀亚特则是“儿子的形象”，B.J是他的保护者和良师，给他“正能量”。马克斯·哈斯（Max Hass）是抵抗组织一个脑损伤的成员，其设计灵感来源于约翰·艾文的小说《盖普眼中的世界》中的人物盖普。“马克斯是一个非常具有挑战性的角色，这似乎有悖常理，因为在剧本上他是一个非常简单的人，但我们花了很长时间才找到合适的演员。”
本作的一个特色是纳粹统治世界的虛構历史，团队认为这是一个用较少的限制来架设大舞台的机会。厄耶尔福尔斯说：“我们可以创造并扩大如此多的东西，所以我从来不觉得我们是受限的。”

### 音乐
《德军总部：新秩序》使用配乐来描绘游戏中的虚构世界，海因斯说：“我们想用具有60年代特色的音乐来区分游戏中不同的音乐，然后经过我们的改编，使它们看起来更加真实。”游戏中总共有八首原创歌曲，另有三首改编自德文歌曲，改编的歌曲不能在游戏中任何地方出现，因为其创作者不希望他们的作品和纳粹联系在一起。为推动原创歌曲的创作，贝塞斯达成立了唱片公司，为背景故事和一些游戏中虚构的乐队创作歌曲。
团队对游戏的音乐给予了高度重视，在游戏开发过程中，作曲家米克·戈登前往瑞典和开发团队会面，与弗雷德里克·托尔登达尔和理查德·迪瓦恩合作指导游戏三天。戈登表示为《新秩序》配乐与其他游戏的不同在于“你签上一个项目，通常他们会给你一个含有150条战斗提示的列表来做”。
团队在寻找配乐体裁时，最初从理查德·瓦格纳的音乐里寻求灵感，这位作曲家的作品在他死后受到了纳粹领袖阿道夫·希特勒的赞赏。在研究了瓦格纳的作品后，团队发现它们并不符合游戏的基调。随后他们搜索了适合纳粹的音乐风格，最终选择了失真的风格。戈登说“有许多模拟失真的类型，各种效果器和铜管乐器使音乐产生失真的效果”，团队使用磁带录音机和盘式磁带等模拟设备从60年代的音乐中获取灵感。戈登说配乐是“向吉他致敬”，团队中的音乐家们齐心协力，为游戏创作了超过六个小时的配乐。马蒂斯说：“许多乐谱有奇怪的拍号，但它们都非常棒。”

## 评价
| 汇总媒体     | 得分                                |
| ------------ | ----------------------------------- |
| GameRankings | PC：84% XONE：82% PS4：81%          |
| Metacritic   | PC：81/100 XONE：79/100 PS4：79/100 |

| 媒体           | 得分   |
| -------------- | ------ |
| Eurogamer      | 6/10   |
| Game Informer  | 8/10   |
| GamesRadar+    | [ 68 ] |
| GameSpot       | 8/10   |
| IGN            | 7.8/10 |
| Polygon        | 9/10   |
| VideoGamer.com | 6/10   |
| 數碼間諜       | [ 73 ] |
| Metro          | 9/10   |
| 《卫报》       | [ 75 ] |

《德军总部：新秩序》上市后获得大量好评，Metacritic根据媒体对游戏各平台的评分，计算出的平均分为：Windows版81/100分，Xbox One和PlayStation 4版79/100分。GameRankings的统计结果为：Windows版84/100分，Xbox One版82/100分，PlayStation 4版81/100分。评论员大都喜欢游戏的概念，剧情和战斗机制。
游戏的战斗机制获得一致好评，GameSpot的丹尼尔·辛德斯（Daniel Hindes）认为，本作战斗机制的多样性和紧张感为系列带来“新的气息”，同时游戏成功的达到了先前他对游戏系列的期望，Metro的大卫·詹金斯（David Jenkins）说游戏中的战斗是“实打实”，并称其为近年来最佳单人射击游戏之一，而GamesRadar的瑞安·塔尔约尼克（Ryan Taljonick）评价其“令人满意”，VideoGamer.com的西蒙·米勒（Simon Miller）则称赞游戏的射击和潜行机制，并谓前者之“相当不错”。同样地，GameSpot的辛德斯指出潜行“简单而有效”，认为这是游戏中最好的模式之一，《卫报》的史蒂夫·鲍克瑟（Steve Boxer）也称潜行是“体面”的行为。
IGN的柯林·莫里亚蒂（Colin Moriarty）认为剧情和人物是游戏“真正的亮点”，Metro的詹金斯也称赞游戏剧情，指出“音调的搭配匪夷所思，但显然是有意的”。《电脑与电子游戏》的马特·吉尔曼（Matt Sakuraoka-Gilman）表示剧情是“聪明的剧本，出色的配音，高质量的润色”。Kotaku的迈克·费伊（Mike Fahey）觉得故事情节有些分离，最初的情感表达太明显，但最终令人满意，并称其为“壮观”，他也赞扬了游戏中对B.J的刻画。GamesRadar的塔尔约尼克也表示B.J是有趣的人物，但感觉配角不太突出，玩家容易在游戏中忘记他们。相反，Game Informer的马特·伯兹（Matt Bertz）指出对B.J的残暴行为给予更深入的描写感到奇怪。VideoGamer.com的米勒也感到了游戏消极的叙述，称这是“可怕的”。Joystiq的路德维希·基茨曼（Ludwig Kietzmann）评论游戏剧情变化太快，当玩家被迫寻找弹药时会感到“拖累”。Good Game的史蒂芬·奥唐奈认为否则他会感到是在每次战斗后进行“准备和补充”。
游戏中采用的虛構历史的概念受到许多评论员的称赞，IGN的莫里亚蒂和GameSpot的的辛德斯称它“很有趣”，前者认为这是游戏的特色之一。《悉尼先驱晨报》的杰森·希尔（Jason Hill）称这一设定“引人注目”，《每日镜报》欧文·安斯罗（Owen Anslow）称其“令人着迷”。Destructoid的克里斯·卡特（Chris Carter）认为开发团队“一路走来”，在游戏概念上倾注了大量时间。
评论员对游戏的图形设计发表了看法， GameSpot的辛德斯称赞了游戏的视觉设计，指出它在准确抓住时间点的同时有效地描绘了游戏的故事情节。GamesRadar的塔尔约尼克说游戏的关卡设计有助于他享受射击的乐趣，他也赞扬了关卡的长度，在“某种计划下”可以参与大型枪战，Kotaku的费伊也因同样的原因表扬了游戏的关卡，以及游戏的细节表现。数码间谍的利亚姆·马丁（Liam Martin）综合了关于设计的评论，指出人物模型的动画不错，但游戏“几乎不能成为潜在的下一代图形设计的榜样”。ABC的亚历克斯·沃克（Alex Walker）批评了游戏的图形设计，称开发商“把焦点集中在”游戏的其他方面。
大多数批评家和评论员都认为，《新秩序》高于他们对德军总部游戏的期望。官方Xbox杂志的乔恩·布莱思（Jon Blyth）称之为“意想不到的宝石”，ABC的沃克也表示他“从来没有如此喜欢过一个游戏”。《悉尼先驱晨报》的希尔说游戏可以确保该系列“东山再起”， Destructoid的卡特觉得本作在重启系列后没有使用之前的故事设定是一个奇迹，《Edge》杂志也称开发商非常“勇敢”。

### 销售
《德軍總部：新秩序》发行一周之内，成为2014年英国第二畅销游戏，仅次于泰坦天降，并且荣登英国周榜，销量占英国游戏总销量的四分之一，总收入的36%，根据MCV的统计，《新秩序》在2014年英国畅销游戏榜中排名第二十二。在美国，本作分别在2014年5月和6月的畅销榜中排名第四和第七，在5月和6月的PS4畅销游戏榜中分别排名第五和第十四。在日本发行的首周，PS3和PS4版销量分别位于排行榜的第十五和第八，总销量达1万1千套。截至2014年6月，本作实体版在欧洲销量近40万套，相当于2100多万欧元。

### 奖项
《德軍總部：新秩序》获得了游戏媒体的多个提名和奖项。本作获得经典游戏室的年度游戏奖，以及金摇杆奖、Good Game、Game Informer、和IGN澳大利亚的提名，获得Polygon奖项的亚军。游戏也被纳入2014年各种媒体的最佳游戏列表：今日美国将其列为第九名，Eurogamer列为第十，Ars Technica列为第六。本作也获得Cheat Code Central、The Escapist、游戏大奖、Game Informer、GameTrailers、Hardcore Gamer和IGN的最佳射击游戏提名，因其精彩的游戏剧情，被游戏大奖、金摇杆奖、IGN澳大利亚和西南偏南游戏奖提名。游戏获得了Giant Bomb和Kotaku读者的惊喜大奖的亚军，IGN澳大利亚的最佳PC游戏，Kotaku读者的最佳PC游戏的亚军。游戏被Hardcore Gamer提名为最佳多平台游戏，被IGN澳大利亚提名为最佳游戏机游戏，被3 Game提名为最佳PlayStation 3游戏，被IGN提名为最佳Xbox 360游戏，最佳Xbox One游戏。
| 《德军总部：新秩序》提名与获奖名单 | 《德军总部：新秩序》提名与获奖名单 | 《德军总部：新秩序》提名与获奖名单 | 《德军总部：新秩序》提名与获奖名单 | 《德军总部：新秩序》提名与获奖名单 | 《德军总部：新秩序》提名与获奖名单 |
| 时间                               | 奖项                               | 类别                               | 提名/获奖者                        | 结果                               | 注释                               |
| ---------------------------------- | ---------------------------------- | ---------------------------------- | ---------------------------------- | ---------------------------------- | ---------------------------------- |
| 2014年10月24日                     | 第32届金摇杆奖                     | 最佳游戏时刻                       | 时间线选择                         | 提名                               | [ 95 ]                             |
| 2014年10月24日                     | 第32届金摇杆奖                     | 最佳剧情                           | 《德军总部：新秩序》               | 提名                               | [ 95 ]                             |
| 2014年10月24日                     | 第32届金摇杆奖                     | 年度最佳游戏                       | 《德军总部：新秩序》               | 提名                               | [ 95 ]                             |
| 2014年12月5日                      | 2014年游戏大奖                     | 最佳叙事                           | 《德军总部：新秩序》               | 提名                               | [ 105 ]                            |
| 2014年12月5日                      | 2014年游戏大奖                     | 最佳射击游戏                       | 《德军总部：新秩序》               | 提名                               | [ 105 ]                            |
| 2014年12月7日                      | 2014年Press Play TV游戏奖          | 最佳重启之作                       | 《德军总部：新秩序》               | 獲獎                               | [ 117 ]                            |
| 2014年12月9日                      | 2014年Good Game奖                  | 最佳游戏                           | 《德军总部：新秩序》               | 提名                               | [ 96 ]                             |
| 2014年12月9日                      | 2014年Kotaku奖                     | 读者的选择：年度最大惊喜           | 《德军总部：新秩序》               | 亚军                               | [ 112 ]                            |
| 2014年12月7日                      | 2014年Press Play TV游戏奖          | 最佳新角色                         | 费格斯·里德                        | 提名                               | [ 118 ]                            |
| 2014年12月11日                     | 2014年Kotaku奖                     | 读者的选择：年度最佳PC游戏         | 《德军总部：新秩序》               | 亚军                               | [ 113 ]                            |
| 2014年12月16日                     | Cheat Code Central第8届年度科迪奖  | 最佳射击游戏                       | 《德军总部：新秩序》               | 提名                               | [ 103 ]                            |
| 2014年12月22日                     | 2014年今日美国最佳游戏奖           | 年度最佳游戏                       | 《德军总部：新秩序》               | 第九                               | [ 100 ]                            |
| 2014年12月22日                     | 2014年Game Revolution最佳游戏奖    | 最佳动作游戏                       | 《德军总部：新秩序》               | 提名                               | [ 119 ]                            |
| 2014年12月23日                     | 2014年GameTrailers最佳游戏奖       | 最佳射击游戏                       | 《德军总部：新秩序》               | 提名                               | [ 107 ]                            |
| 2014年12月26日                     | Giant Bomb2014年度游戏奖           | 最佳惊喜                           | 《德军总部：新秩序》               | 亚军                               | [ 111 ]                            |
| 2014年12月26日                     | 2014年Ars Technica最佳游戏奖       | 年度最佳游戏                       | 《德军总部：新秩序》               | 第六                               | [ 102 ]                            |
| 2014年12月27日                     | Hardcore Gamer2014最佳游戏奖       | 2014年度黑马                       | 《德军总部：新秩序》               | 獲獎                               | [ 120 ]                            |
| 2014年12月30日                     | Hardcore Gamer2014最佳游戏奖       | 最佳射击游戏                       | 《德军总部：新秩序》               | 提名                               | [ 108 ]                            |
| 2014年12月30日                     | Hardcore Gamer2014最佳游戏奖       | 最佳多平台                         | 《德军总部：新秩序》               | 提名                               | [ 108 ]                            |
| 2014年12月30日                     | 2014年Polygon游戏奖                | 年度最佳游戏                       | 《德军总部：新秩序》               | 亚军                               | [ 99 ]                             |
| 2014年12月31日                     | The Escapist游戏奖                 | 最佳射击游戏                       | 《德军总部：新秩序》               | 提名                               | [ 104 ]                            |
| 2014年12月31日                     | 经典游戏室2014年度游戏奖           | 年度最佳游戏                       | 《德军总部：新秩序》               | 獲獎                               | [ 121 ]                            |
| 2015年1月2日                       | 2014年Eurogamer读者五十佳游戏      | 最佳电子游戏                       | 《德军总部：新秩序》               | 第十                               | [ 101 ]                            |
| 2015年1月7日                       | New Game Network2014年度游戏奖     | 最难忘的角色                       | 威廉·布莱兹科维奇                  | 提名                               | [ 122 ]                            |
| 2015年1月7日                       | New Game Network2014年度游戏奖     | 进步最大的续作                     | 《德军总部：新秩序》               | 提名                               | [ 123 ]                            |
| 2015年1月7日                       | New Game Network2014年度游戏奖     | 最佳射击游戏                       | 《德军总部：新秩序》               | 提名                               | [ 124 ]                            |
| 2015年1月8日                       | Game Informer2014年读者选择奖      | 年度最佳游戏                       | 《德军总部：新秩序》               | 提名                               | [ 97 ]                             |
| 2015年1月8日                       | Game Informer2014年读者选择奖      | 最佳射击游戏                       | 《德军总部：新秩序》               | 第三                               | [ 106 ]                            |
| 2015年1月13日                      | 2014年IGN最佳游戏奖                | 最佳的PS3游戏                      | 《德军总部：新秩序》               | 提名                               | [ 114 ]                            |
| 2015年1月13日                      | 2014年IGN最佳游戏奖                | 最佳的Xbox 360游戏                 | 《德军总部：新秩序》               | 提名                               | [ 115 ]                            |
| 2015年1月13日                      | 2014年IGN最佳游戏奖                | 最佳的Xbox One游戏                 | 《德军总部：新秩序》               | 提名                               | [ 116 ]                            |
| 2015年1月13日                      | 2014年IGN最佳游戏奖                | 最佳射击游戏                       | 《德军总部：新秩序》               | 提名                               | [ 109 ]                            |
| 2015年1月17日                      | NeoGAF2014年度游戏奖               | 年度最佳游戏                       | 《德军总部：新秩序》               | 第十                               | [ 125 ]                            |
| 2015年1月17日                      | NeoGAF2014年度游戏奖               | 年度最佳FPS游戏                    | 《德军总部：新秩序》               | 獲獎                               | [ 125 ]                            |
| 2015年1月17日                      | NeoGAF2014年度游戏奖               | 年度最佳多平台游戏                 | 《德军总部：新秩序》               | 第三                               | [ 125 ]                            |
| 2015年1月17日                      | NeoGAF2014年度游戏奖               | 广泛吸引奖                         | 《德军总部：新秩序》               | 第五                               | [ 125 ]                            |
| 2015年2月5日                       | 第18届D.I.C.E奖                    | 年度最佳动作游戏                   | 《德军总部：新秩序》               | 提名                               | [ 126 ]                            |
| 2015年2月16日                      | 第14届NAVGTR奖                     | 最佳动作系列                       | 《德军总部：新秩序》               | 提名                               | [ 127 ]                            |
| 2015年2月20日                      | IGN澳大利亚黑色β选择奖             | 最佳视觉设计                       | 《德军总部：新秩序》               | 提名                               | [ 98 ]                             |
| 2015年2月20日                      | IGN澳大利亚黑色β选择奖             | 最佳剧情                           | 《德军总部：新秩序》               | 提名                               | [ 98 ]                             |
| 2015年2月20日                      | IGN澳大利亚黑色β选择奖             | 最佳PC游戏                         | 《德军总部：新秩序》               | 提名                               | [ 98 ]                             |
| 2015年2月20日                      | IGN澳大利亚黑色β选择奖             | 最佳游戏机游戏                     | 《德军总部：新秩序》               | 提名                               | [ 98 ]                             |
| 2015年2月20日                      | IGN澳大利亚黑色β选择奖             | 年度最佳整体游戏                   | 《德军总部：新秩序》               | 提名                               | [ 98 ]                             |
| 2015年3月4日                       | 第15届年度游戏开发者选择奖         | 最佳技术                           | 《德军总部：新秩序》               | 提名                               | [ 128 ]                            |
| 2015年3月14日                      | 西南偏南游戏奖                     | 卓越的叙事                         | 《德军总部：新秩序》               | 提名                               | [ 110 ]                            |

## 续作
在2017年的E3展会上，Bethesda公布了续作《德军总部II：新巨像》，于2017年10月27日发布。

## 外部連結
- 《德軍總部》系列官方網站 （页面存档备份，存于）（英文）
- 互联网电影数据库（IMDb）上《Wolfenstein: The New Order》的资料（英文）